# مراجول
مراجول هي قرية في مقاطعة أرومية، إيران. يقدر عدد سكانها بـ 269 نسمة بحسب إحصاء 2016.